# San Miguel (Peru)
San Miguel – miasto w Peru, w regionie Ayacucho, stolica prowincja La Mar. W 2008 liczyło 9 056 mieszkańców.